# Platycoelia paucarae
Platycoelia paucarae är en skalbaggsart som beskrevs av Smith 2003. Platycoelia paucarae ingår i släktet Platycoelia och familjen Rutelidae. Inga underarter finns listade i Catalogue of Life.